# Schürzen
El schürzen (faldón en alemán) era un dispositivo utilizado por los Panzer alemanes durante la Segunda Guerra Mundial para evitar que los fusiles antitanque y los proyectiles de carga hueca, como los PIAT o los bazuca, perforaran el blindaje de los carros. Solían estar ubicados en los laterales del casco del tanque y en los laterales y parte trasera de la torreta, ya que solían ser las partes más vulnerables y menos blindadas.
El dispositivo consistía en unas planchas de metal de poco grosor, alejadas del casco del tanque mediante unas sujeciones metálicas, que cubrían aproximadamente desde la parte superior del casco hasta la mitad vertical del mismo.
A algunos de los schürzen se les aplicaba zimmerit o bien no eran macizos, sino que consistían en una rejilla. Esto se hacía para evitar la adhesión de cargas explosivas magnéticas.

## Funcionamiento
Cuando un fusil antitanque o un arma anticarro de carga hueca, como el PIAT o el bazooka, disparaba al lateral de un tanque con schürzen, el proyectil era desviado por éste en el caso de los fusiles antitanque, o bien la explosión de la carga hueca se producía en el exterior del blindado, anulando su (normalmente) mortífero efecto para la tripulación.
Esta protección adicional no era válida para detener proyectiles de otros tanques o de cañones anticarro que no fueran de carga hueca, debido a su escaso grosor y a la alta velocidad a la que normalmente estos proyectiles eran disparados.

## Tanques que utilizaron schürzen

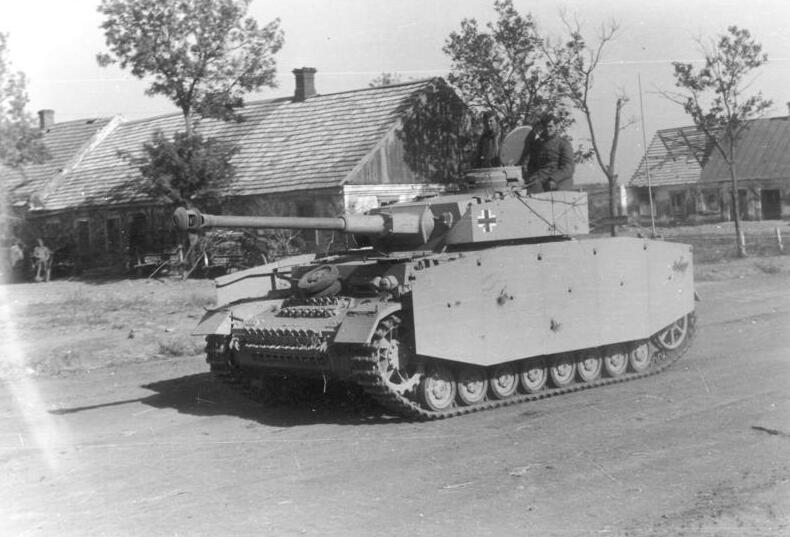
Panzer IV Ausf. H con schürzen en toda la torreta excepto la parte frontal, y en los laterales del casco. También se observan secciones de cadena oruga en el frontal a modo de protección adicional.

- Panzer III
- Panzer IV
- Panzer V Panther
- StuG III
- StuG IV
- Jagdpanzer IV
- Sturmpanzer IV "Brummbär"
- Jagdpanzer V Jagdpanther

## Alternativas al schürzen

M4 Sherman, visto desde atrás. Se observan algunos elementos en la parte trasera de la torreta, así como sacos de tierra en los laterales a modo de schürzen.

Los norteamericanos improvisaron un sistema para evitar los proyectiles de carga hueca enemigos (como los Panzerschreck o los Panzerfaust). Instalaron un esqueleto de madera en los laterales y frontales de algunos carros M4 Sherman y cazacarros a modo de contenedor, y dentro se colocaban sacos de arena.
También ambos bandos a veces colocaban piezas de repuesto del propio carro a modo de schürzen, como secciones de cadena oruga o ruedas.
- Datos: Q122379